# Charles Nkazamyampi
Charles Nkazamyampi (ur. 1 listopada 1964 w Bużumbura) – lekkoatleta reprezentujący Burundi, specjalizujący się w biegach średniodystansowych, głównie na 800 m.

## Osiągnięcia
W roku 1993, w Toronto zdobył srebrny medal na halowych mistrzostwach świata w lekkoatletyce w biegu na 800 m mężczyzn. Rok wcześniej został mistrzem Afryki w biegu na 800 m. Uczestnik igrzysk olimpijskich Atlanta 1996, które zakończył z czasem 1.47,95 s nie awansując do biegów półfinałowych na dystansie 800 m.

## Rekordy życiowe
źródło:
- 800 m – 1.44,24 s (Salamanka, 27.07.1993) – rekord Burundi do roku 2001
- 1000 m – 2.17,05 s (Villeneuve-d’Ascq, 02.07.1993) – rekord Burundi do roku 1995
- 1500 m – 3.41,8 s (Talence), 10.07.1991)